# Diaperoforma
Diaperoforma is een mosdiertjesgeslacht uit de orde Cyclostomatida waarvan de plaatsing in een familie nog onzeker is.

## Soorten
- Diaperoforma californica (d'Orbigny, 1853)
- Diaperoforma intricata (Canu & Bassler, 1928)
- Diaperoforma radicata (Kirkpatrick, 1888)